# Vittorio Vidali
Vittorio Vidali (Muggia, 1900-Trieste, 1983), también conocido como Comandante Carlos, en el contexto de la Guerra Española, como mando del Quinto Regimiento, fue un político y militante comunista italiano.

## Biografía
Miembro del Partido Comunista de Italia desde 1921, huyó de su país tras el ascenso al poder de Benito Mussolini. Viajó por varios países europeos y a Estados Unidos en 1923. Allí fue miembro del Partido Comunista de Estados Unidos y del Socorro Rojo Internacional y trabajó con diversos seudónimos: Enea Sormenti, Comandante Carlos, José Díaz, Carlos Contreras. Fue un activo defensor de Nicola Sacco y Bartolomeo Vanzetti, finalmente ejecutados. Conoció a Carlo Tresca, activo anarquista y sindicalista, y se lo acusó del asesinato del mismo en Nueva York. A su salida de Estados Unidos pudo haber viajado en 1927 a la Unión Soviética, según relata en sus memorias donde se integró en el Socorro Rojo.
Viajó a México en el verano de 1927 vía Cuba. Allí conoció a Tina Modotti, David Alfaro Siqueiros, Gustavo Machado, Augusto César Sandino, Farabundo Martí y Julio Antonio Mella. Hay historiadores que consideran que Vidali participó en el asesinato de Mella junto a Tina Modotti.
Se unió a las fuerzas del Ejército Popular de la República durante la guerra civil española como comisario político en diversas unidades y fue fundador del Quinto Regimiento, siéndole atribuidas ejecuciones políticas. Poco después se incorporó a las Brigadas Internacionales siendo un activo organizador de las mismas. La República le facilitó pasaporte con el nombre de Carlos Contreras, por el cual también fue conocido y que usó en el exilio. 
Su extremado estalinismo lo hizo ser muy cuestionado dentro de las propias filas comunistas, y se lo acusó de estar implicado en la desaparición de Andreu Nin, según el que fuera ministro de la República española Jesús Hernández en su libro de memorias Yo fui ministro de Stalin. Este asesinato se le atribuye a partir de la década de 1990 a Iósif Grigulévich, miembro del Partido Comunista de la Unión Soviética.
Al final de la guerra civil española se trasladó a México con Tina Modotti (con quien mantenía un romance desde que, juntos, abandonaron México en 1930). Con el final de la Segunda Guerra Mundial regresó a Italia y fue acogido como un héroe por algunos y como un criminal por otros. Llegó a ser senador por el Partido Comunista.
La controversia sobre su figura se mantiene, dado el volumen de información que los servicios secretos del KGB, la CIA y sectores trotskistas acumularon contra él a lo largo del siglo XX.